# Matanza (Santander)
Matanza es un municipio colombiano ubicado en el departamento de Santander. Conforma la provincia de Soto Norte. Tiene bajo su jurisdicción el centro poblado Santa Cruz de La Colina.

## Historia
El pueblo de Matanza fue fundado en 1720 por padres doctrineros. Inicialmente era utilizado como centro de evangelización, y era llamado "Cacota"; dicho nombre fue cambiado posteriormente al de "Matanza", que es una derivación de "Matanzu", el nombre de un cacique de la región que opuso resistencia a la conquista española. Otras fuentes señalan que Matanza fue fundado el 16 de abril de 1749 por Cristóbal de la Torre, Lago y Eslava.

### Santo Eccehomo
Entre los pueblos coloniales que ostentan un pasado de gloria, el pueblo de Matanza se destaca en el panorama santandereano como ancestral en su hermosa arquitectura de rancia belleza. En este pueblo perdura la dignidad caballeresca y las viejas tradiciones de la raza. El pueblo de Matanza fue una creación lenta donde posaron algunos españoles que con el tiempo fueron obligados a atraer a su parentela para poder organizar una vida más llevara conforme a la Corona española. Aparece en los archivos eclesiásticos la fuerza del poder español ejercido sobre los indios nativos de la región, siendo muy pocos al servicio de sus amos y señores españoles del pueblo del SANTO ECCEHOMO DE CACOTA DE SURATA, pues estos nativos fueron llevados a la montuosa con el único fin de obtener mayor riqueza para la corona con la explotación del oro de la real de minas. Por los años de 1650 es asistido el poblado por algunos misioneros españoles que emprendieron la construcción del templo de Nuestra Señora de “Las Mercedes”.
El 16 de abril de 1749, por auto del señor Arzobispo de Santa Fe don Pedro Felipe de Azua con el nombre de “SANTO ECCEHOMO DE CACOTA DE SURATA” fue proclamado pueblo de la Corona española. Según los datos consignados en la Nueva Pamplon, archivos eclesiásticos, aparece por los años de 1785 el nuevo nombre asignado como pueblo de MATANZA debido a la segunda rebelión de algunos esclavos indios contra los españoles. Finalmente es llamado el pueblo de Matanza. Su primer Párroco fue JuanCristóbal Lago y Eslava. Fue famoso Cristóbal de la Torre que gobernó la parroquia por 28 años.

### Decorado y ornamentado del templo mayor 1785
El cura Doctrineo Marco Yoset Moreno de la Parra, se preocupó en primera instancia por la solemnidad litúrgica y ornamentación del templo mayor de Nuestra Señora de las Mercedes trayendo grandes maestros del arte colonial para la decoración apropiada del recinto sagrado. Se empieza a atrabajar y construir un tesoro de tallas, retablos, pinturas, orfebrería, platería religiosa con verdadero esplendor colonial.
El estilo gótico isabelino de su arquitectura da la impresión de verdadero misterio litúrgico. Las pinturas trabajadas por OSPINO llenan de color los grandes espacios del templo.
El altar mayor es madera tallada en rosetones y figuras de animales nobles de las liturgias cubiertas de pan de oro y hojilla de oro resplandecen las columnas hermosamente trabajadas en figuras naturales y significativas como hojas retorcidas y flores imaginarias.
El escultor y dorador OSPINO talló de esta forma sobre madera de nogal el altar, púlpito y confesionario.
La imagen de la patrona del pueblo en la advocación de Nuestra Señora de las Mercedes es tallada, estofada y policromada esplendorosamente por el mencionado actor. Hoy en día, la iglesia ha sido reestructurada tras el temblor sufrido en el año 2015.

El padre Juan Agustín de la Parra y Cano bendijo la iglesia en 1801 para gloria de Dios y María Santísima. José Casimiro Luque fundó el 8 de octubre de 1818 la hermandad de Nuestra Señora de “Las Mercedes” venerada como patrona de la parroquia. Fueron párrocos sobresalientes en el siglo XVIII y siglo XIX otros como Juan N. de los Reyes, Pedro Amaya y José María Pinto. La parroquia es cuna del padre Villalba quien murió cuando estaba preconizado obispo de Panamá.
Sobresalen por su ancestro histórico los apellidos matanceros:
Cuna de Fernando Serrano Uribe hijo preclaro de Matanza que lo vio nacer.
El 24 de octubre de 1919 se funda el hospital “San Rafael”. El 24 de octubre de 1920 estrenó la iglesia parroquial el reloj público.
En 1922 se restauraron los techos del templo menor de Santa Rita construidos a finales del siglo XVIII.
El 19 de marzo de 1958 el párroco Miguel M. Coronado fundó la Normal de Señoritas dándole un pergamino más a la Educación Santandereana.

## Geografía
Se localiza en una zona montañosa al noreste de Bucaramanga. Las tierras donde se encuentra ubicado el municipio son atravesadas por los ríos Negro y Suratá. Matanza limita con El Playón por el norte, con Bucaramanga por el sur, con Suratá y Charta por el oriente, y con Rionegro por el occidente.
Extensión total: 243,24 km²
Extensión área urbana: 0,24 km²
Extensión área rural: 243 km²
Altitud de la cabecera municipal (metros sobre el nivel del mar): 1550 m s. n. m.
Temperatura media: 20 °C
Distancia de referencia: 30 km de Bucaramanga

## Demografía
Tiene un total de 7639 habitantes, de los cuales 6054 viven en la zona rural y 1585 en la parte urbana. El municipio cuenta con 2 escuelas urbanas y 20 rurales, además de un colegio de bachillerato. Dispone de tres puestos de salud y un hospital urbano, además de un ancianato.
Matanza realiza intercambios comerciales con el municipio de Río Negro. Entre los productos principales producidos en el pueblo se encuentran el café, trigo, maíz y legumbres, además de una producción de madera y ganadería.
En el pueblo se realizan a cabo varias celebraciones a lo largo del año. El 24 de septiembre se llevan a cabo las ferias patronales y ganaderas. Se realiza además el Festival de música Guasca, que fue institucionalizado en 1989, y al cual asisten grupos de todo el departamento.

## Turismo
El pueblo cuenta con una gran variedad de sitios turísticos:
- El Cerro del Sagrado Corazón, lugar de oración y veneración a la imagen del Sagrado Corazón de Jesús, y donde los pobladores van a orar generalmente los días viernes
- La iglesia de Matanza, y la Capilla de Santa Rita, que son consideradas como templos de los más hermosos del departamento
- La piedra del amor, lugar de amor y pasión donde los ciudadanos de esta región van a demostrar sus muestras de cariño en ella.

Además cuenta con un hotel 3 estrellas:
Hotel Cacique Matanzu